# Giovanni Dall'Orto (giornalista)
Giovanni Dall'Orto (Milano, 21 luglio 1958) è un giornalista, storico e attivista italiano.
Militante del movimento di liberazione omosessuale, è nipote dell'omonimo gerarca fascista. Lo storico William Armstrong Percy, docente presso l'Università del Massachusetts, lo ha definito "il principale studioso della storia dell'omosessualità in Italia".

## Biografia

### Attivista
Ha fatto coming out nel 1976, impegnandosi fin da subito nell'attivismo LGBT. Nel 1985 fu tra i fondatori del gruppo ASA (Associazione Solidarietà AIDS - ONLUS) di Milano. È stato per due volte presidente dell'Arcigay di Milano e membro della segreteria nazionale Arcigay, ma poi se ne è distaccato sostenendo che "il movimento era diventato o un’anticamera di candidature elettorali o l'agenzia di PR di locali commerciali. Si creavano troppi conflitti d'interesse".
È stato testimonial di numerosi gay pride, come ad esempio quello di Pavia del 2016. A partire dagli anni 2000, Dall'Orto è stato protagonista di polemiche riguardanti sia alcune componenti della comunità LGBT (bisessuali, asessuali, persone transgender) sia associazioni facenti parte del movimento per i diritti LGBT.

### Giornalista
Ha iniziato a fare il giornalista nell'agenzia stampa del Gruppo Abele di Torino, dedicata ai problemi dell’emarginazione. Successivamente ha collaborato con varie riviste - tra cui Panorama - ma dal 1985 al 1998 ha lavorato in modo quasi esclusivo per la rivista Babilonia, di cui è stato anche direttore tra il 1997 e il 1998. Dal 1999 ha iniziato la sua collaborazione con il mensile Pride, del quale è stato direttore responsabile fino al 2008. Da allora, lavora principalmente come freelance.

### Storico
È considerato uno dei massimi storici riguardo l’omosessualità durante il ventennio fascista e la persecuzione dei triangoli rosa nella Germania del terzo reich.

### Pubblicazioni

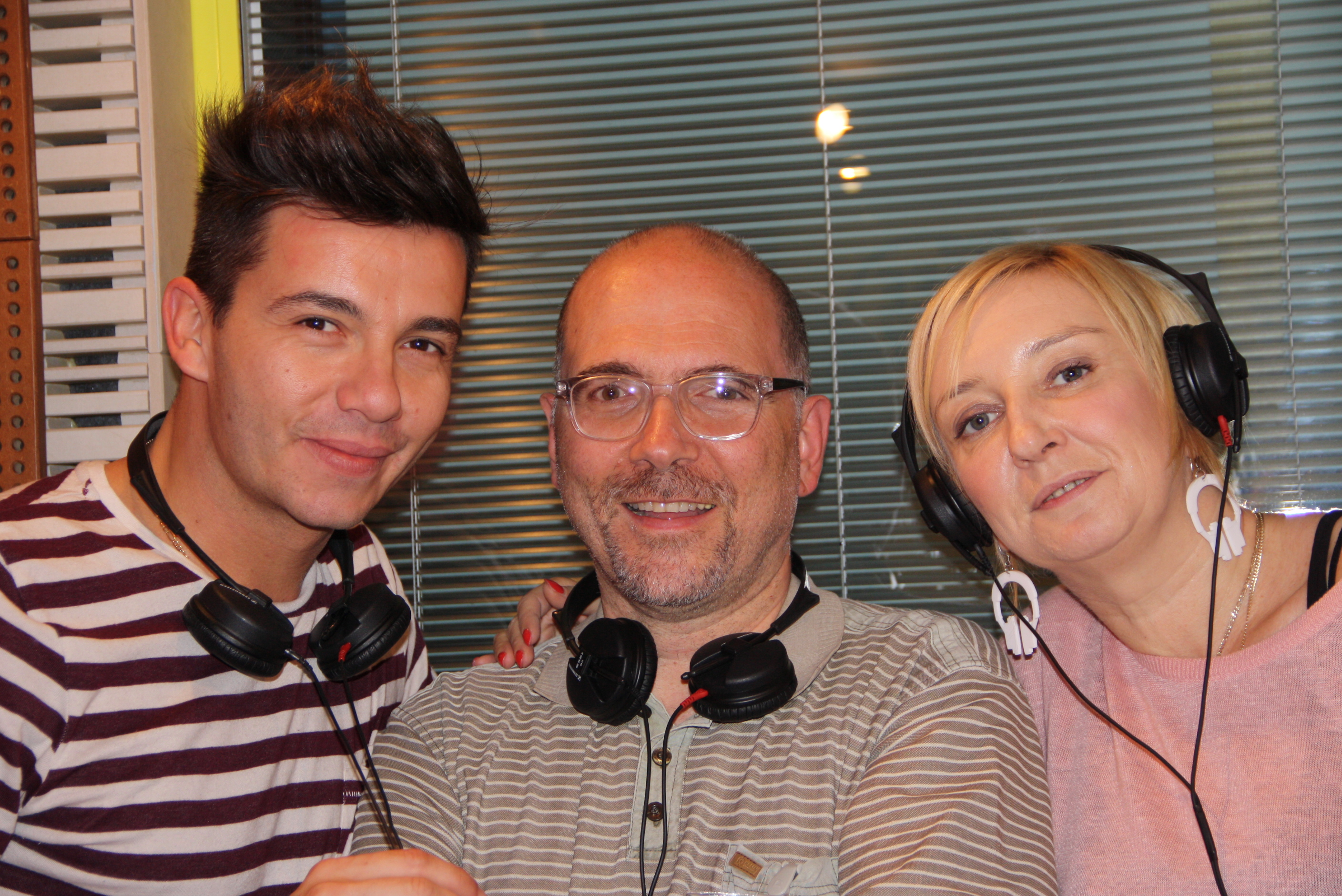
Dall'Orto, ospite a Radio DJ, insieme a Diego Passoni e La Pina

La sua prima pubblicazione libraria risale al 1981, anno in cui scrisse insieme a Ferruccio F. Castellano Essere omosessuali. Due anni dopo fu la volta di Leggere omosessuale. Bibliografia. Nel 1985 scrisse insieme a Riccardo Ferracini AIDS, un testo informativo (oggi arrivato alla quarta edizione) su quella malattia, all'epoca non molto conosciuta. Nel 1985 pubblicò La pagina strappata. Interviste su omosessualità e cultura.
Nel 1991 chiese alla madre Paola Dell'Orto di collaborare alla scrittura di un libro in due parti, destinato al tema del coming out in famiglia, scrivendo la parte rivolta ai genitori. Il volume fu pubblicato col titolo Figli diversi nel 1992, arrivando nel 2012 a una quinta edizione rinnovata (col nuovo titolo Mamma, papà, devo dirvi una cosa). Tramite questa esperienza mamma e figlio maturarono l'idea di fondare un'associazione di supporto per le famiglie alle prese con la medesima realtà: all'uopo venne fondata l'Associazione Genitori di Omosessuali, meglio nota come Agedo, ufficialmente costituitasi il 18 marzo 1993 a Bologna. Nel 1994 diede alle stampe, per i tipi della Editori Riuniti, il suo Manuale per coppie diverse (che ebbe due edizioni).
Ha pubblicato, su varie riviste italiane e straniere e su libri miscellanei, contributi di tema storico, ha contribuito all'Enciclopedia dell'omosessualità (curata da Wayne Dynes per Garland, New York 1990) e ha scritto le voci italiane anteriori al 1945 (una cinquantina) per il Who's who in gay and lesbian history (Routledge, London & New York, 2000), curato da Robert Aldrich e Garry Wotherspoon. Fa parte del "Board of editors" della rivista accademica americana Journal of homosexuality. Dopo un lungo lavoro di studio e di ricerca, nel maggio del 2015 pubblica per Il Saggiatore Tutta un'altra storia. L'omosessualità dall'antichità al secondo dopoguerra in cui, per la prima volta nella storia d'Italia, vengono scandagliati gli argomenti relativi alla quotidianità del vivere omosessuale nel corso dei secoli.

## Opere
- Essere omosessuali (in collaborazione con Ferruccio F. Castellano), Edizioni Gruppo Abele, Torino 1981;
- Leggere omosessuale. Bibliografia, Edizioni Gruppo Abele, Torino 1983;
- Aids (in collaborazione con Riccardo Ferracini), Edizioni Gruppo Abele, Torino 1985 [quattro edizioni];
- La pagina strappata. Interviste su omosessualità e cultura, Edizioni Gruppo Abele, Torino 1985;
- Figli diversi (in collaborazione con Paola Dall'Orto), Sonda, Torino 1991 [quarta edizione: 1999];
- Manuale per coppie diverse, Editori Riuniti, Roma 1994 [due edizioni];
- Tutta un'altra storia. L'omosessualità dall'antichità al secondo dopoguerra, Il Saggiatore, Milano 2015.
- Italia arcobaleno. Luoghi, personaggi e itinerari storico culturali LGBT (in collaborazione con Massimo Basili), Sonda, Torino, 2020.